# Лакалы
Лакалы (каз. Лақалы) — село в Казалинском районе Кызылординской области Казахстана. Входит в состав Тасарыкского сельского округа. Код КАТО — 434459400.

## Население
В 1999 году население села составляло 295 человек (146 мужчин и 149 женщин). По данным переписи 2009 года, в селе проживало 339 человек (163 мужчины и 176 женщин).